# 巽宇宙
巽 宇宙（たつみ うちゅう、男性、1972年1月23日 - ）は、日本の総合格闘家。神奈川県横浜市出身。SHOOTO GYM K'z FACTORY所属。東京大学医学部保健学科卒業、東京大学大学院教育学研究科体育科学コース修了。

## 来歴
1995年5月12日、東京大学大学院に学士入学した直後に修斗でプロデビュー。
1997年11月29日、VALE TUDO JAPAN '97でジョン・ホーキと対戦し、時間切れ引き分け。
1999年3月28日、修斗ライト級王者の朝日昇に挑戦し、判定1-1のドローで王座獲得に失敗した。
1999年12月11日、VALE TUDO JAPAN '99でアレッシャンドリ・フランカ・ノゲイラと対戦し、時間切れ引き分け。
2000年8月27日、修斗ライト級王者のアレッシャンドリ・フランカ・ノゲイラに挑戦し、フロントスリーパーホールドで一本負けを喫し王座獲得に失敗した。
2001年9月7日付けで現役引退を表明した。
引退後は現役時代から勤めていた企業で、コンビニで定番となる商品などを開発したが、後に猛烈に働きワーカホリックだったと回顧している。その後、2007年にうつ病と診断され、2010年に双極性障害と分かり闘病を続けていたが、40歳以上が出場するアマチュアキックボクシングの大会で2連勝し、2016年に44歳でプロキックボクシングの試合でデビューしたが、敗北を喫し格闘技を引退した。
2017年10月8日、千葉市で障がい者支援を行うNPO法人あすぴれんとにて双極性障害についての講演会を行った。
2023年2月8日、著作『元東大生格闘家、双極性障害になる』が日本評論社から出版された。

## 戦績

### 総合格闘技
| 総合格闘技 戦績 | 総合格闘技 戦績 | 総合格闘技 戦績 | 総合格闘技 戦績 | 総合格闘技 戦績 | 総合格闘技 戦績 | 総合格闘技 戦績 |
| --------------- | --------------- | --------------- | --------------- | --------------- | --------------- | --------------- |
| 14 試合         | (T)KO           | 一本            | 判定            | その他          | 引き分け        | 無効試合        |
| 10 勝           | 2               | 4               | 4               | 0               | 3               | 0               |
| 1 敗            | 0               | 1               | 0               | 0               | 3               | 0               |

| 勝敗 | 対戦相手                             | 試合結果                           | 大会名                                                       | 開催年月日     |
| ×    | アレッシャンドリ・フランカ・ノゲイラ | 1R 1:57 フロントスリーパーホールド | 修斗 R.E.A.D. 〜2000 SHOOTO〜 【修斗ライト級タイトルマッチ】 | 2000年8月27日  |
| ○    | アンソニー・ハムレット               | 1R 2:49 スリーパーホールド         | 修斗 R.E.A.D. 〜2000 SHOOTO〜                                | 2000年7月22日  |
| △    | アレッシャンドリ・フランカ・ノゲイラ | 8分3R終了 時間切れ                 | VALE TUDO JAPAN '99                                          | 1999年12月11日 |
| ○    | 池田久雄                             | 5分3R終了 判定2-1                  | Ⅳ 修斗 the Renaxis 1999                                      | 1999年9月5日   |
| △    | 朝日昇                               | 5分3R終了 判定1-1                  | II 修斗 the Renaxis 1999 【修斗ライト級タイトルマッチ】      | 1999年3月28日  |
| ○    | エリック・ペイン                     | 1R 2:42 スリーパーホールド         | 修斗 Las Grandes Viajes 6                                    | 1998年11月27日 |
| △    | ジョン・ホーキ                       | 8分3R終了 時間切れ                 | VALE TUDO JAPAN '97                                          | 1997年11月29日 |
| ○    | ポール・クーニン                     | 1R 1:19 ヒールホールド             | 修斗                                                         | 1997年10月12日 |
| ○    | アブデラディス・シェルギー           | 1R 2:18 TKO（パウンド）            | 修斗                                                         | 1997年4月6日   |
| ○    | 大河内衛                             | 3分5R終了 判定3-0                  | 修斗                                                         | 1997年1月18日  |
| ○    | サニー・アフメッド                   | 1R 0:51 スリーパーホールド         | 修斗                                                         | 1996年10月4日  |
| ○    | 池田久雄                             | 1R 0:47 KO（パンチ連打）           | 修斗                                                         | 1996年5月7日   |
| ○    | 野中公人                             | 3分3R終了 判定2-0                  | 修斗                                                         | 1996年1月20日  |
| ○    | マグナム川村                         | 3分3R終了 判定113−94               | 修斗                                                         | 1995年5月12日  |

### キックボクシング
| 勝敗 | 対戦相手       | 試合結果  | 大会名 | 開催年月日   |
| ×    | スーパーアンジ | 1R 0:24KO | 蹴拳   | 2016年5月1日 |

## 入場テーマ曲
- パルプ・フィクションのテーマ
- ミッション:インポッシブルのテーマ
- 炎のベートーベン交響曲第５BURN（クライズラー&カンパニー）
- 新世界より（ドヴォルザーク）